# فيليب هالي
فيليب هالي (بالإنجليزية: Philip Hallie) هو فيلسوف أمريكي، ولد في 4 مايو 1922 في شيكاغو في الولايات المتحدة، وتوفي في 7 أغسطس 1994 في ميدلتاون في الولايات المتحدة.